# سونی کلاسیک رکوردز
سونی کلاسیک رکوردز (همچنین به سادگی به عنوان سونی کلاسیک نیز شناخته می شود) یک شرکت ضبط موسیقی آمریکایی است که در سال ۱۹۲۴ با نام کلمبیا مستمر ورکس رکوردز ، یکی از شرکت های تابعه کلمبیا رکوردز تأسیس شد. در سال ۱۹۴۸، اولین رکورد تجاری موفق ۱۲ اینچی را منتشر کرد.در دهه‌های بعدی هنرمندان آن شامل آیزاک استرن ، پابلو کازال ، گلن گولد ، یوجین اورماندی ، دنی الفمن ، ونجلیس ، الیوت گلدنتال ، لئونارد برنشتاین ، جان ویلیامز و ریکی مارتین بودند.کلمبیا رکردز از نام تجاری مستر ورکس نه تنها برای آلبوم‌های کلاسیک و برادوی، بلکه برای آلبوم‌های گفتاری مانند سری موفق I Can Hear It Now از Edward R. Murrow و Fred W. Friendly استفاده کرد.سی‌بی‌اس مادر همچنین نام مستر ورکس را بر روی تجهیزات الکترونیکی مصرفی خود نشان می دهد.
در سال ۱۹۸۰، برچسب  کلمبیا مستر ورکس به سی بی اس مستر ورکس رکوردز تغییر نام داد، اما در سال ۱۹۹۰، پس از خریداری سی بی اس رکوردز توسط سونی ، به سونی کلاسیک رکوردز تغییر نام داد. لوگوی آن منعکس کننده آرم «یادداشت های جادویی» است که تا سال ۱۹۵۴ نماد کلمبیا بود.در طول دهه ۱۹۹۰، این لیبل تحت رهبری پیتر گلب جنجال برانگیخت، زیرا بر موسیقی متقاطع نسبت به نسخه های اصلی کلاسیک تأکید می کرد و نتوانست بسیاری از آرشیوهای ضبط شده خود را در دسترس قرار دهد.با بازگشت به آینده، نام مستر ورکس در مجموعه آلبوم‌های بازیگران برادوی منتشر شده از طریق Masterworks Broadway Records و به عنوان نام بخش موسیقی کلاسیک Sony Music Entertainment ، Sony Masterworks ، زنده می‌ماند.برچسب کلاسیک سونی امروزه به عنوان برچسب خواهر Masterworks فهرست شده است.

## روئسا
- ۱۹۹۷: پیتر گلب [۲] (NY)
- ۲۰۰۹–۲۰۱۹: بوگدان روشیچ[۳][۴]
- ۲۰۱۹:  پر هاوبر [۵]